# Eryalus tigrinus
Eryalus tigrinus là một loài bọ cánh cứng trong họ Cerambycidae.